# Rynholec
Rynholec (německy Rinholetz, Reinholtz, Reinholz, Reinholds) je obec v okrese Rakovník ve Středočeském kraji. Leží zhruba dva kilometry jihovýchodně od Nového Strašecí, patnáct kilometrů východně od Rakovníka a třináct kilometrů západně od Kladna. Žije zde přibližně 1 100 obyvatel. Obcí prochází železniční trať 120 Praha – Kladno – Rakovník (zastávka Rynholec). Rynholec je významným střediskem těžby lupku.

## Název
Název je odvozen od osobního jména Ryn(h)olt (Reinhold).

## Historie
Podle uspořádání zástavby a polností lze založení vesnice Rynholec datovat zhruba do 13. či počátku 14. století. První písemná zmínka o obci pochází z 21. září 1330, kdy všechen svůj majetek v Rynholci (in Rynolcz) prodával Dittrich ze Stochova. Památkou na období husitských válek je bronzová pozlacená monstrance, nalezená v katastru obce a dnes vystavená v novostrašeckém muzeu. V roce 1437 se připomíná zeman Oldřich z Rynholce se synem Janem. Za krále Ladislava Pohrobka byla v roce 1457 Ctiborovi ze Svojkova a na Kačici potvrzena zástavní držba Rynholce a roku 1466 dal král Jiří Poděbradský Rynholec do zástavy Bořitovi z Martinic. Protože se ani v následujících desetiletích o majetek žádný leník z doby předhusitské nepřihlásil, udělil král Vladislav Jagellonský roku 1514 vesnici natrvalo Hynkovi z Martinic a jeho bratrancům. Až do konce feudálního zřízení pak Rynholec tvořil součást rozsáhlého smečenského panství Martiniců a Clam-Martiniců.
Od konce 18. století byla u obce dobývána rašelina, ve druhé polovině 19. století černé uhlí (doly Anna (ČSA I) a Laura (ČSA II). Těžba uhlí u Rynholce byla ukončena roku 1965.

## Obyvatelstvo
| Rok            | 1869  | 1880 | 1890 | 1900 | 1910  | 1921  | 1930  | 1950  | 1961  | 1970  | 1980 | 1991 | 2001 | 2011 | 2021  |
| -------------- | ----- | ---- | ---- | ---- | ----- | ----- | ----- | ----- | ----- | ----- | ---- | ---- | ---- | ---- | ----- |
| Počet obyvatel | 1 271 | 975  | 916  | 991  | 1 362 | 1 487 | 1 857 | 1 863 | 1 296 | 1 157 | 974  | 623  | 687  | 844  | 1 012 |
| Počet domů     | 139   | 149  | 151  | 152  | 190   | 220   | 336   | 380   | 320   | 325   | 294  | 250  | 258  | 299  | 348   |

## Obecní správa

### Územněsprávní začlenění
Dějiny územněsprávního začleňování zahrnují období od roku 1850 do současnosti. V chronologickém přehledu je uvedena územně administrativní příslušnost obce v roce, kdy ke změně došlo:
- 1850 země česká, kraj Praha, politický okres Rakovník, soudní okres Nové Strašecí[9]
- 1855 země česká, kraj Praha, soudní okres Nové Strašecí
- 1868 země česká, politický okres Slaný, soudní okres Nové Strašecí
- 1939 země česká, Oberlandrat Kladno, politický okres Slaný, soudní okres Nové Strašecí[10]
- 1942 země česká, Oberlandrat Praha, politický okres Slaný, soudní okres Nové Strašecí[11]
- 1945 země česká, správní okres Slaný, soudní okres Nové Strašecí[12]
- 1949 Pražský kraj, okres Nové Strašecí[13]
- 1960 Středočeský kraj, okres Rakovník
- 2003 Středočeský kraj, obec s rozšířenou působností Rakovník

### Obecní symboly
Znak a vlajka byly obci uděleny rozhodnutím předsedy Poslanecké sněmovny Parlamentu České republiky dne 27. dubna 1999.

## Společnost
V obci Rynholec (1779 obyvatel, sbor dobrovolných hasičů) byly v roce 1932 evidovány tyto živnosti a obchody: nákladní autodoprava, bednář, 2 výroby cementového zboží, cihelna, 2 obchody s cukrovinkami, důl Laura a Anna, 2 obchody s dřevěným zbožím, 4 výroby dřevěného zboží, 4 holiči, 8 hostinců, 4 kapelníci, kolář, konsum Včela, 2 kováři, 2 krejčí, mlýn, nakladatelství, 3 obuvníci, papírnictví, 2 pekaři, obchod s lahvovým pivem, povoznictví, 2 řezníci, sedlář, 8 obchodů se smíšeným zbožím, spořitelní a záložní spolek pro Rynholec, švadlena, 2 trafiky, truhlář, obchod s velocipedy, zámečník.

## Doprava
Dopravní síť
- Pozemní komunikace – Obcí prochází silnice II/606 Pletený Újezd – Stochov – Nové Strašecí.
- Železnice – Obec leží na železniční trati 120 Praha – Kladno – Rakovník. Je to jednokolejná celostátní trať, doprava byla zahájena roku 1870.

Veřejná doprava 2011
- Autobusová doprava – Z obce jezdily autobusové linky např. do těchto cílů: Kladno, Nové Strašecí, Praha, Rakovník, Řevničov, Slaný, Stochov.
- Železniční doprava – V železniční zastávce Rynholec stavělo 10 párů osobních vlaků.

## Pamětihodnosti
- Kaple svatého Isidora
- Pomníky padlým v první a druhé světové válce
- Hrádek Sobín, archeologické naleziště na jihovýchod od vsi